# Olida
Olida est une société industrielle et commerciale fondée en 1855 par Ernest Olida. Elle se spécialiste dans les transformations charcutières.

## Historique

### Création et développement

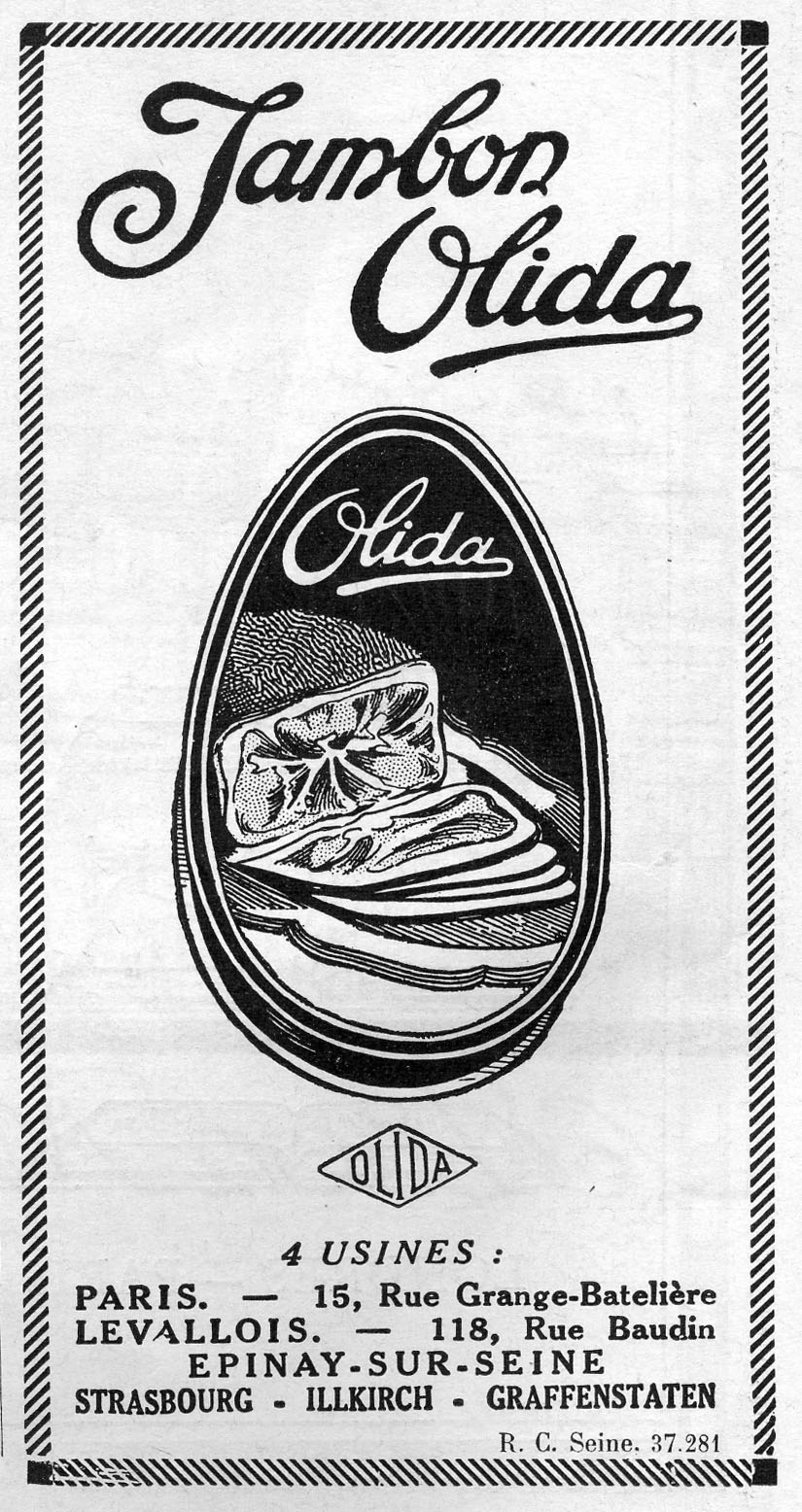
Réclame de 1924 (L'Illustration).

Une boutique de spécialités gastronomiques est ouverte au Palais Royal en 1855, puis rue Drouot, à Paris.
La première usine voit le jour en 1896, à l'angle des rues Victor-Hugo et Baudin, à Levallois-Perret.
Le développement de l'entreprise s'accélère dans les années 1950 avec le rachat des saucissons Loste à Saint-Symphorien-sur-Coise, des conserves de légumes d'Épinay-sur-Seine, des jambons d'York…
En 1967, Olida fusionne avec Caby. En 1971, l'entreprise lance la marque Cochonou[réf. nécessaire].
En 1972, Gérard Gorcy crée au sein d'Olida la filiale Gorcy, spécialisée dans la distribution d'entrées surgelées aux circuits spécialisés, notamment sous la marque Marie. Marie devient une marque grand public proposée dans les supermarchés en 1983, et investit le rayon des plats préparés rayon frais en 1989, avant d'être revendue au groupe Saint Louis.

### Le rachat d’Olida
En 1992, le groupe agroalimentaire vendéen Fleury Michon, basé à Pouzauges en Vendée, rachète l'entreprise Olida à la holding financière dirigée par le promoteur Christian Pellerin.
L'acquisition double la taille de Fleury Michon et lui donne la position forte qu'avait Olida sur le marché pour des saucissons secs, les jambons cuits et secs, la charcuterie, les salaisons, etc.
Le nouveau groupe dépasse ainsi un certain nombre de concurrents, y compris Herta, la filiale de Nestlé. Cependant Olida, perdant presque un million de francs par jour, manque de faire couler Fleury Michon. À cause des opérations déficitaires d'Olida, les pertes de Fleury Michon sont montées à environ 300 millions de francs moins d'une année après l'acquisition. Yves Gonnord, PDG de Fleury Michon, est alors forcé d'admettre, au magazine Capital : « Nous ne nous sommes pas rendu compte qu'aucune synergie n'était possible entre nos deux sociétés. »
En 1993, le groupe Fleury Michon vend l’unité Olida d’Illkirch-Graffenstaden, spécialisée dans la charcuterie pré-emballée, à Herta, puis cède le pôle saucissons, avec ses marques Cochonou et Calixte (Groupe Reybier), au groupe Aoste.
Fleury Michon réorganise ses opérations pour se concentrer presque exclusivement sur ses plats cuisinés et des produits repas. Fleury Michon fait « basculer » les jambons et autres charcuteries préemballées Olida sous la marque Fleury Michon et devient le n° 2 en volume sur le segment du jambon libre-service.

## Organisation
La société Olida comptera plus d'une dizaine d'unités de fabrication situées entre autres à :
- Paris (rue de Vaugirard)
- Levallois-Perret
- Epinay sur Seine
- Lyon (Gerland)
- Illkirch-Graffenstaden
- Saint-Symphorien-sur-Coise (saucisson sec)
- Libourne (jambon sec)
- Loudéac (jambon cuit, charcuterie, saucisson sec)
- Aubagne

Olida commercialise ses transformations charcutières sous un grand nombre de marques dont :
- Olida
- Loste (réservé aux clients des charcuteries)
- Cochonou
- Marie
- Pierre Bertrand

Les produits transformés par les usines transitent par une multitude de dépôts implantés partout en France avant d'être livrés chez les clients par une flotte de camions réfrigérés.
Dans les années 1980, Olida est un sérieux concurrent de Justin Bridou pour le saucisson sec et d'Herta pour les produits tranchés pré-emballés. Au début des années 1990, l'entreprise agroalimentaire comptait 1 800 salariés au total dans quatre unités :
- Loudéac (Côtes-d'Armor)
- Illkirch-Graffenstaden (Bas-Rhin)
- Saint-Symphorien-sur-Coise
- Libourne
- Neuilly-sur-Seine (Hauts-de-Seine), siège social

En 1986, la commercialisation se fait à partir de plates-formes régionales basées à Lyon (Chaponay), Nantes, Lille (Lesquin) et Saint-Ouen-l'Aumône.

## À noter
- Dans son catalogue de comestibles fins, l'épicerie de luxe Olida fait une nette distinction entre les biscuits secs (boudoir, champagne, etc.) et les biscuits de Reims, qui sont les seuls à être vendus en deux couleurs : blancs et roses, les seconds étant nettement plus chers[10].

## Dans la littérature
Marcel Proust cite les produits Olida dans À l'ombre des jeunes filles en fleurs : 

« Allez me chercher du jambon chez Olida. Madame m'a bien recommandé que ce soit du Nev'york. »